# آلتو پارانا (شهر)
آلتو پارانا (به پرتغالی: Alto Paraná) یک سکونتگاه مسکونی در برزیل است که در پارانا واقع شده‌است.